# Dolichoderus attelaboides
Dolichoderus attelaboides es una especie de hormiga del género Dolichoderus, subfamilia Dolichoderinae. Fue descrita científicamente por Fabricius en 1775.
Se distribuye por Bolivia, Brasil, Colombia, Ecuador, Guayana Francesa, Guyana, Perú, Surinam y Trinidad y Tobago. Se ha encontrado a elevaciones de hasta 640 metros. Vive en microhábitats como la vegetación baja, senderos y nidos.